# Avatar: The Last Airbender – The Search
La Búsqueda (The Search en inglés) es una trilogía de cómics ambientada en el universo de Avatar que tiene lugar un año después de los acontecimientos de la trilogía del cómic La Promesa, y preceden a los de La Brecha. Los libros son publicados por Dark Horse Comics y volvieron a ser escritos por el autor de cómics, Gene Yang, quien también es autor de la trilogía anterior. La primera parte del cómic salió a la venta el 20 de marzo de 2013 en Estados Unidos, la segunda parte el 10 de julio, y la tercera parte está prevista para ser lanzada el 30 de octubre del mismo año.

## Creación
DiMartino y Konietzko inicialmente lanzaron el cómic la búsqueda de Nickelodeon como una película animada de 90 minutos. El canal se negó, optando por ampliar la serie derivada de Avatar, La leyenda de Korra a un total de 26 episodios Esto permitió el desarrollo de la búsqueda como una novela gráfica.

## Historia
La búsqueda se centra en el misterio que rodea a la Familia Real de la Nación del Fuego, en particular a Zuko, Azula y a su madre perdida hace mucho tiempo, llamada Ursa. El cómic Trata de revelar los detalles del encarcelamiento de la Princesa Azula en una institución mental de la Nación del Fuego y los efectos que dicho encarcelamiento causa en ella.
Los personajes principales son Zuko y Azula. El Avatar Aang, Sokka, Katara y Toph también aparecen, pero en un papel más limitado de lo que han tenido en las novelas anteriores.
Gene Yang señaló que la serie se centrará más en el aspecto sobrenatural del mundo Avatar.

### La Búsqueda: parte 1
Es la primera entrega de La trilogía de "La Búsqueda", una serie de novelas gráficas escritas como continuación de la trilogía de La Promesa, que a su vez era una continuación de la narración que establece en Avatar: La Leyenda de Aang. Al igual que en la anterior trilogía, La Búsqueda es un cómic escrito por el autor Gene Yang e ilustrado por el equipo de arte Gurihiru, y fue publicado por Dark Horse Comics el 20 de marzo de 2013.
Cuando un estudioso del Reino Tierra señala que una nación es como una familia, El ahora Señor del Fuego Zuko está decidido a poner las cosas en orden en su propia familia. Él hace un trato con su hermana Azula, liberándola de la institución mental a cambio de su ayuda en su búsqueda para descubrir la verdad acerca de su madre Ursa. Con la ayuda de Aang, Sokka, y Katara, los cinco emprenden un viaje hacia Hira'a. Las tensiones entre Azula y el resto crean problemas y un encuentro con un espíritu de lobo los retraso aún más, aunque a medida que continúan, se encuentran con su propia dinámica para hacer que todo funcione.

### La Búsqueda: parte 2
La Búsqueda Parte 2 es la segunda parte de la trilogía del cómic La Búsqueda. Escrito por Gene Yang junto a Bryan Konietzko y Michael Dante DiMartino, publicada por Dark Horse Comics. Esta parte de la trilogía se centra en el Equipo Avatar, continuando su viaje para encontrar a la madre de Zuko y Azula, llamada Ursa. Fue lanzado el 10 de julio del 2013.
En busca de su madre perdida hace mucho tiempo, el Señor del Fuego Zuko y su hermana Azula han traído al Avatar Aang y sus amigos a un bosque misterioso, pero lo que descubren dentro puede ser más de lo que pueden enfrentar, lo que podría dejarlos perdidos para siempre.
Esta segunda entrega de la trilogía de La Búsqueda comienza con Azula teniendo otra alucinación de su madre. Ursa le dice a su hija que renuncie a su búsqueda del trono y así encontrar su verdadero destino. Azula se prepara para dispararle un rayo, pero duda de sí misma. De repente, ella se despierta y agarra el brazo de Katara, Sokka lanza su boomerang hacia ella. Azula palpa su bota para leer la carta en su inicio, solo para descubrir que ya no estaba, y exige saber con prontitud dónde está su hermano Zuko. Así comienza esta segunda entrega de la búsqueda, donde sus protagonistas descubrirán múltiples misterios.

### La Búsqueda: parte 3
La Búsqueda Parte 3, es la tercera y última parte de la trilogía de "La Búsqueda". Escrito por Gene Yang junto a Bryan Konietzko y Michael Dante DiMartino, publicado por Dark Horse Comics. Fue lanzado el 30 de octubre del 2013 en las tiendas de cómics y 12 de noviembre del mismo año en las tiendas normales de libros.
El Avatar Aang viajara al mundo de los espíritus para negociar con un antiguo poder, con lo que el Señor del Fuego Zuko cada vez más cerca de descubrir la verdad sobre el destino de su madre, y su propio pasado. Mientras tanto, Azula es cada vez más peligrosa, y amenaza con arruinar todo lo que Zuko, Aang, Katara y Sokka se han esforzado por alcanzar durante su búsqueda.